# Isa Guha

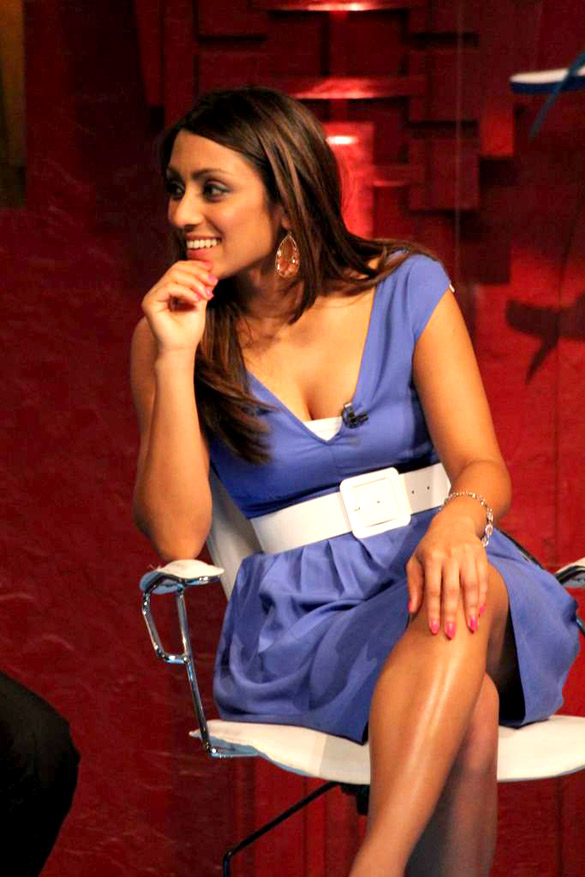
Isa Guha (2012)

Isa Tara Guha (Buckinghamshire, 21 mei 1985) is een Brits sportcommentator en cricketspeler.

## Carrière
Van Bengaalse afkomst, Guha kwam uit voor van Berkshire CCC, dan het Engels vrouwencricketelftal dat tijdens het Wereldkampioenschap van 2009 in Australië kampioen werd. Ze is bowler en slaat en gooit rechtshandig. In totaal was ze tien jaar (2001–2011) lid van het Engelse nationale team.
Sindsdien werkt Guha als sportcommentator voor de BBC.